# 高倉一二
高倉 一二（たかくら かずじ、大正9年（1920年）5月21日 – 平成16年（2004年）2月14日）は、昭和から平成前期時代にかけての日本の洋画家。富山県美術連合会副会長、富山洋画家連盟委員長を歴任。

## 経歴
大正9年（1920年）富山県高岡市に生まれる。1947年、第33回光風会展に「盆踊り」で入選、第2回富山県展（審査員に織田一磨、伊藤四郎）に「瑞龍寺山門」で商工会議所会頭賞。1950年第6回日展に「新港漁場」で入選。以後、1952年に高光一也を中心に手塚義三郎、丸山豊一らと共に北陸光風会を設立し光風会と日展（入選33回）を舞台にする。1973年に高岡市文化功労表彰、1984年に富山県文化功労表彰、1991年に勲五等瑞宝章。2004年2月14日、呼吸不全のため死去。

## 作品
- 「盆踊り」
- 「瑞龍寺山門」[2]
- 「新港漁場」[3]
- 「春雪」
- 「雪径」
- 「清幽」
- 「クウェンカー所見」
- 「残雪の妙高」[4]

## 書籍
- 『暗中摸索』 北国出版社, 1985.6[5]
- 『郷土の画壇・美術教育に尽した功労作家たち』 高岡市美術館(企画展 高岡近代洋画の歩み),1992.3[6]